# 임형근
임형근(1989년 6월 24일 ~ )은 대한민국의 축구 선수로 현재 K3리그 포천시민축구단에서 골키퍼로 활동하고 있다.